# Stanway
Stanway är en by och en civil parish i Colchester i Essex i England. Orten har 7 786 invånare (2001). Byn nämndes i Domedagsboken (Domesday Book) år 1086, och kallades då Stanewega.